# 도미누스인베스트먼트
도미누스인베스트먼트 유한회사(영어: Dominus Investment)는 대한민국의 사모펀드 운영사이다.

## 역사
2011년에 설립되었다. 2024년 회사가 롯데관광개발의 전환사채에 대한 300억 원 풋옵션 요청을 협의 끝에 철회하였다.

## 전략
메자닌과 그로스캐피탈 투자 전략을 구사한다.

## 출자 기관
우정사업본부, 새마을금고, 군인공제회, 노란우산공제회

## 투자
- 피엔티[5]
- 대동모빌리티
- 이랜텍
- 메디톡스
- 롯데관광개발
- 에이스테크
- 엠플러스[6]
- 한라캐스트[7]

## 운용 펀드
- 엘케이디1호 M&A (총 결성규모 1053억원)
- 엔브이스테이션 M&A
- 엔브이메자닌플러스 M&A
- 엔브이글로벌코리아메자닌 M&A